# Найтоповичи
Найтоповичи — село в Унечском районе Брянской области, административный центр Найтоповичского сельского поселения.

## География
Находится в центральной части Брянской области на расстоянии приблизительно 7 км на юг по прямой от районного центра города Унеча.

## История
Впервые упоминается в начале XVI века, с конца XVII века — владение Силенко, позднее Жоравок, Чарнолузских и других. Село с XVIII века; современная каменная Успенская церковь построена в 1825 году (ныне действует). В XVIII веке входило в Новоместскую сотню Стародубского полка. До настоящего времени сохранилась деревянная земская школа (1885). В XX веке работали колхозы «Заря» и имени Ворошилова, совхоз «Найтоповичский». В 1859 году здесь (село Стародубского уезда Черниговской губернии) учтено было 78 дворов, в 1892—180.

## Население
Численность населения: 834 человека (1859 год), 1311 (1892), 1016 человек (русские 100 %) в 2002 году, 888 в 2010.